# D 378 (Türkei)
Die Straße D 378 (Devlet yolu 378) ist eine nur 7 km lange Straße in der Türkei. Sie verbindet die Straßen D 380 und D 955 unweit nördlich von Midyat.